# Élections législatives de 1993 en Corse-du-Sud
Les élections législatives françaises de 1993 se déroulent les 21 et 28 mars 1993. Dans le département de la Corse-du-Sud, deux députés sont à élire dans le cadre de deux circonscriptions.

## Élus
| Circonscription | Député sortant           | Parti | Parti    | Député élu ou réélu      | Parti | Parti    |
| --------------- | ------------------------ | ----- | -------- | ------------------------ | ----- | -------- |
| 1re             | José Rossi               |       | UDF (PR) | José Rossi               |       | UDF (PR) |
| 2e              | Jean-Paul de Rocca Serra |       | RPR      | Jean-Paul de Rocca Serra |       | RPR      |

## Résultats

### Résultats à l'échelle du département
| Parti          | Parti                                 | Premier tour | Premier tour | Second tour | Second tour | Sièges |
| Parti          | Parti                                 | Voix         | %            | Voix        | %           | Sièges |
| -------------- | ------------------------------------- | ------------ | ------------ | ----------- | ----------- | ------ |
|                | Rassemblement pour la République      | 10 561       | 21,80        | 13 493      | 36,18       | 1      |
|                | Union pour la démocratie française    | 8 006        | 16,52        | 11 413      | 30,60       | 1      |
|                | Divers droite                         | 3 662        | 7,56         | 6 864       | 18,40       | 0      |
|                | Union pour la France                  | 22 229       | 45,88        | 31 770      | 85,18       | 2      |
|                |                                       |              |              |             |             |        |
|                | Mouvement des radicaux de gauche      | 3 909        | 8,07         | 5 526       | 14,82       | 0      |
|                | Parti socialiste                      | 2 125        | 4,39         |             |             | 0      |
|                | Alliance des français pour le progrès | 6 034        | 12,45        | 5 526       | 14,82       | 0      |
|                |                                       |              |              |             |             |        |
|                | Régionaliste                          | 7 955        | 16,42        |             |             | 0      |
|                | Parti communiste français             | 5 066        | 10,46        | 0           |             |        |
|                | Extrême gauche                        | 3 437        | 7,09         | 0           |             |        |
|                | Front national                        | 2 755        | 5,69         | 0           |             |        |
|                | Divers                                | 979          | 2,02         | 0           |             |        |
|                |                                       |              |              |             |             |        |
| Inscrits       | Inscrits                              | 74 717       | 100,00       | 74 694      | 100,00      | 2      |
| Abstentions    | Abstentions                           | 24 524       | 32,82        | 33 169      | 44,41       |        |
| Votants        | Votants                               | 50 193       | 67,18        | 41 525      | 55,59       |        |
| Blancs et nuls | Blancs et nuls                        | 1 738        | 3,46         | 4 229       | 10,18       |        |
| Exprimés       | Exprimés                              | 48 455       | 96,54        | 37 296      | 89,82       |        |

### Résultats par circonscription

#### Première circonscription (Ajaccio)
| Candidat       | Candidat                 | Parti                | Premier tour | Premier tour | Second tour | Second tour |  |
| Candidat       | Candidat                 | Parti                | Voix         | %            | Voix        | %           |  |
| -------------- | ------------------------ | -------------------- | ------------ | ------------ | ----------- | ----------- |  |
|                | José Rossi sortant réélu | UDF (PR)             | 8 006        | 35,62        | 11 413      | 67,38       |  |
|                | Nicolas Alfonsi          | MRG                  | 3 909        | 17,39        | 5 526       | 32,62       |  |
|                | Alain Orsoni             | Extrême gauche (MPA) | 2 565        | 11,41        |             |             |  |
|                | Ghjuvanni Biancucci      | Régionaliste         | 2 459        | 10,94        |             |             |  |
|                | Paul Borelli             | PCF                  | 1 790        | 7,96         |             |             |  |
|                | Michel Terramorsi        | FN                   | 1 451        | 6,46         |             |             |  |
|                | Jean-François Profizi    | PS (ADFP)            | 943          | 4,2          |             |             |  |
|                | Pierre Poggioli          | Extrême gauche (ANC) | 872          | 3,88         |             |             |  |
|                | Jean Guerini             | Divers               | 479          | 2,13         |             |             |  |
|                |                          |                      |              |              |             |             |  |
| Inscrits       | Inscrits                 | Inscrits             | 35 354       | 100,00       | 35 335      | 100,00      |  |
| Abstentions    | Abstentions              | Abstentions          | 12 064       | 34,12        | 16 173      | 45,77       |  |
| Votants        | Votants                  | Votants              | 23 290       | 65,88        | 19 162      | 54,23       |  |
| Blancs et nuls | Blancs et nuls           | Blancs et nuls       | 816          | 3,5          | 2 223       | 11,6        |  |
| Exprimés       | Exprimés                 | Exprimés             | 22 474       | 96,5         | 16 939      | 88,4        |  |

#### Deuxième circonscription (Sartène - Porto-Vecchio)
| Candidat       | Candidat                               | Parti          | Premier tour | Premier tour | Second tour | Second tour |  |
| Candidat       | Candidat                               | Parti          | Voix         | %            | Voix        | %           |  |
| -------------- | -------------------------------------- | -------------- | ------------ | ------------ | ----------- | ----------- |  |
|                | Jean-Paul de Rocca Serra sortant réélu | RPR (UPF)      | 10 561       | 40,65        | 13 493      | 66,28       |  |
|                | Denis de Rocca Serra                   | Divers droite  | 3 495        | 13,45        | 6 864       | 33,72       |  |
|                | Dominique Bucchini                     | PCF            | 3 276        | 12,61        |             |             |  |
|                | Norbertu Laredo                        | Régionaliste   | 2 702        | 10,4         |             |             |  |
|                | Jean-Dominique Vesperini               | Régionaliste   | 1 815        | 6,99         |             |             |  |
|                | Jean-Baptiste Paccini                  | FN             | 1 304        | 5,02         |             |             |  |
|                | Damien Serra                           | PS (ADFP)      | 1 182        | 4,55         |             |             |  |
|                | André Serra                            | Régionaliste   | 979          | 3,77         |             |             |  |
|                | Joseph Masini                          | Divers         | 500          | 1,92         |             |             |  |
|                | Antoine Mariani                        | Divers droite  | 167          | 0,64         |             |             |  |
|                |                                        |                |              |              |             |             |  |
| Inscrits       | Inscrits                               | Inscrits       | 39 363       | 100,00       | 39 359      | 100,00      |  |
| Abstentions    | Abstentions                            | Abstentions    | 12 460       | 31,65        | 16 996      | 43,18       |  |
| Votants        | Votants                                | Votants        | 26 903       | 68,35        | 22 363      | 56,82       |  |
| Blancs et nuls | Blancs et nuls                         | Blancs et nuls | 922          | 3,43         | 2 006       | 8,97        |  |
| Exprimés       | Exprimés                               | Exprimés       | 25 981       | 96,57        | 20 357      | 91,03       |  |